# Judith Reichmann
Judith Reichmann (* 1984 oder 1985) ist eine deutsche Biologin.
Judith Reichmann studierte angewandte Biologie an der Fachhochschule Bonn-Rhein-Sieg und an der University of Aberdeen, an der sie einen Bachelor in Genetik erhielt. Sie promovierte an der University of Edinburgh mit einer Dissertation über Prozesse bei der Entstehung von Ei- und Spermazellen. Ab 2012 war sie als Post-Doktorandin am European Molecular Biology Laboratory (EMBL) in Heidelberg und war von 2017 bis 2020 Wissenschaftlerin in der Arbeitsgruppe von Jan Ellenberg. Im November 2020 wechselte sie zu Leica Microsystems.
Reichmann befasst sich mit den ersten Zellteilungen in der Entstehung von Embryonen am Modell von Mauszellen, wobei sie das Verfahren der Lichtblattmikroskopie weiterentwickelte (inverted light sheet microscope) und anwandte (da beim Dauerlicht gewöhnlicher Mikroskopie die embryonalen Zellen beschädigt worden wären). Sie fand ein Protein (Tex 19.1), das die Chromosomensätze der Geschlechtszellen bei ihrer Halbierung in der Meiose stabilisiert, was verhindert, dass Geschlechtszellen mit inkorrekter Chromosomenzahl gebildet werden (Ursachen von Fehlgeburten und Chromosomenfehlern). Außerdem entdeckte sie, dass in den ersten Zellteilungen der befruchteten Zelle diese nicht einen Spindelapparat hat, sondern zwei jeweils für die männlichen und weiblichen Chromosomen. Sie bleiben auch im Stadium von zwei Zellen noch auf zwei Hälften verteilt und vermischen sich erst zunehmend nach der ersten Zellteilung.
2020 erhielt sie für ihre Forschung den mit 60.000 Euro dotierten Paul-Ehrlich-und-Ludwig-Darmstaedter-Nachwuchspreis. Ein Podcast des Bayerischen Rundfunks erklärte sie am 24. Januar des Jahres aus diesem Anlass zur „Woman of the Week“.
Sie ist verheiratet und hat drei Kinder.

## Schriften (Auswahl)
- J. Reichmann, B. Nijmeijer, M. J. Hossain, M. Eguren, I. Schneider, A. Z. Politi, M. J. Roberti, L.  Hufnagel, T. Hiiragi, J. Ellenberg: Dual-spindle formation in zygotes keeps parental genomes apart in early mammalian embryos, Science, Band 361, 2018, S. 189–193.
- J. Reichmann, M. Eguren, Y. Lin, I. Schneider, J. Ellenberg: Live imaging of cell division in preimplantation mouse embryos using inverted light-sheet microscopy, Methods Cell Biol., Band 145, 2018, S. 279–292.
- P. Strnad, S. Gunther, J. Reichmann, U. Krzic, B. Balazs, G. de Medeiros, N. Norlin, T. Hiiragi, L. Hufnagel, J. Ellenberg: Inverted light-sheet microscope for imaging mouse pre-implantation development, Nature Methods, Band 13, 2016, S. 139–142.